# Xiaomi Mi 11
Xiaomi Mi 11 — смартфон від компанії Xiaomi, що відносяться до флагманської серії Mi. Був представлений 28 грудня 2020 року в Китаї. Mi 11 став першим пристроєм, який отримав Qualcomm Snapdragon 888. Також на МЕГАпрезентації Xiaomi 29 березня 2021 року були представлені покращені моделі Xiaomi Mi 11 Pro та Xiaomi Mi 11 Ultra, що в основному відрізняються від Mi 11 покращеними камерами та наявністю захисту від вологи та пилу.
Глобальна презентація Mi 11 була проведена 8 лютого 2021 року. В Україні Mi 11 був представлений 25 лютого 2021 року. Також при попередньому замовленні версії 8/256 ГБ можна було отримати знижку 4000 грн. на придбання товарів екосистеми Xiaomi. Натомість Mi 11 Ultra смартфон був представлений в Україні 29 квітня 2021 року разом із Xiaomi Mi 11i, Mi Smart Band 6 та Mi TV Q1 75. Mi 11 Pro був офіційно доступний тільки в Китаї.

## Дизайн

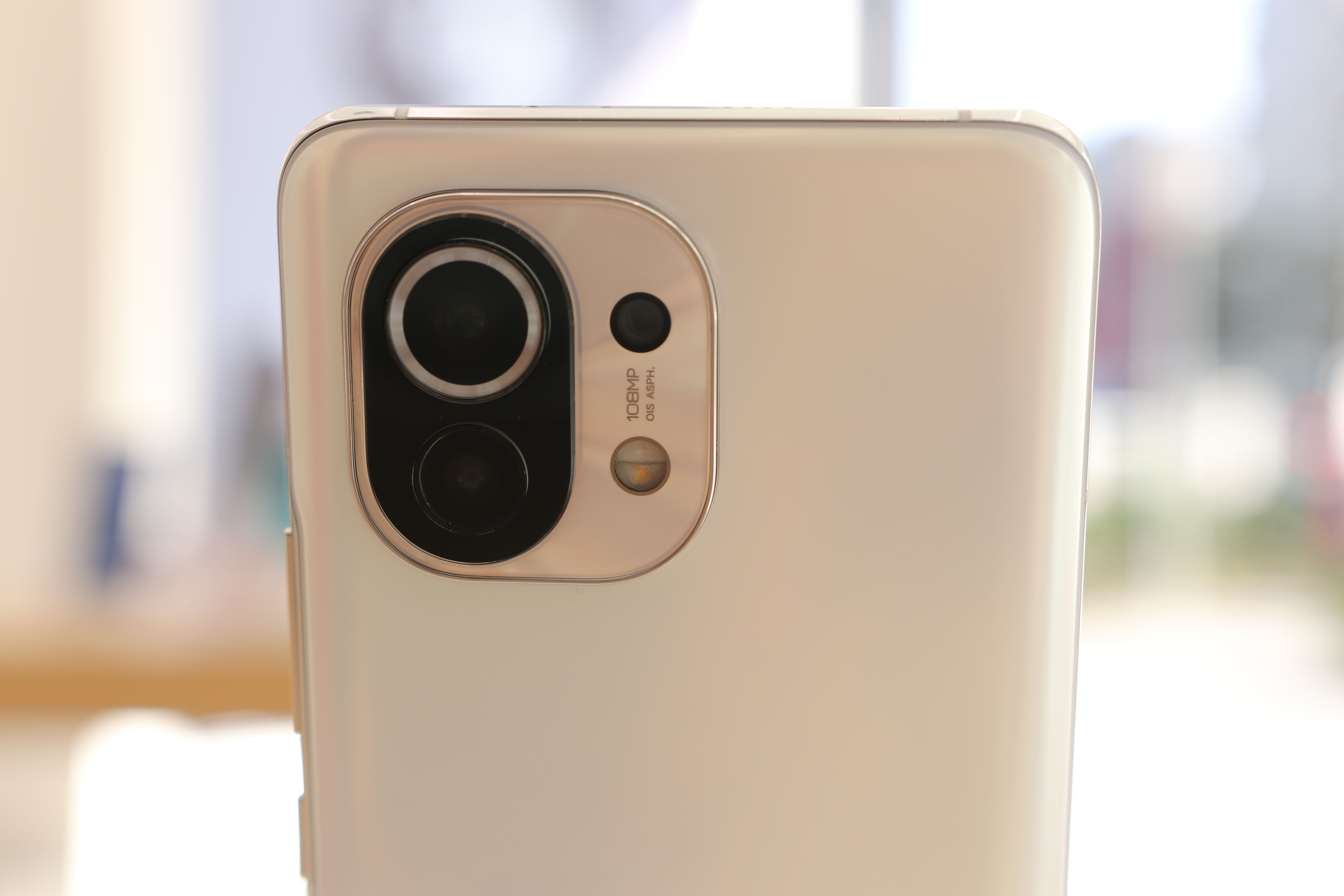
Острівець камери Mi 11

Екран виконаний зі скла Corning Gorilla Glass Victus. У Mi 11 Pro задня панель виконана зі скла, в Mi 11 Ultra — з кераміки, а в Mi 11 — в залежності від варіанту зі скла Corning Gorilla Glass 5 або зі штучної шкіри. Рамка всіх моделей виконана з алюмінію, але в Mi 11 Ultra верхній торець має глянцеву пластикову поверхню.
Mi 11 Pro та Mi 11 Ultra є першими смартфонами Xiaomi, що отримали захист від вологи та пилу по стандарту IP68.
Знизу розміщені роз'єм USB-C, динамік, мікрофон та слот під 2 SIM-картки, зверху — другий динамік, додатковий мікрофон та ІЧ-порт, а справа — гойдалка регулювання гучності та кнопка блокування.
Варіант Mi 11 з корпусом зі скла продавався в 3 кольорах: Midnight Gray (сірий), Horizon Blue (бакитний) та Cloud White (білий). Натомість варіант Mi 11 з корпусом зі штучної шкіри продавався тільки в Китаї в кольорах Lilac Purple (фіолетовий) та Honey Beige (хакі). Також крім цих кольорів була випущена спеціальна версія Mi 11 Lei Jun Special Edition з автографом Лей Цзюня — CEO Xiaomi.
Mi 11 Pro продавався в 3 кольорах: чорному, зеленому та фіолетовому.
Mi 11 Ultra продавався в кольорах Ceramic/Cosmic Black (чорний), Ceramic/Cosmic White (білий).

## Технічні характеристики

### Апаратне забезпечення

#### Платформа
Mi 11 став першим смартфоном, що отримав процесор Qualcomm Snapdragon 888 з графічним процесором Adreno 660. В Mi 11 Pro та Mi 11 Ultra встановлена та сама платформа.

#### Батарея
Mi 11 отримав акумуляторну батарею об'ємом 4600 мА·год, підтримку швидкої зарядки на 55 Вт, швидкої бездротової зарядки на 50 Вт та зворотної бездротової зарядки на 10 Вт. Спочатку Лей Цзюнь написав, що в Mi 11 зарядний пристрій не буде входити до поставки. Але після презентації виявилося, що смартфон на території Китаю можна буде придбати в комплектації без зарядного адаптера, або з зарядним адаптером на 55 Вт, що йде в окремій коробці, при цьому ціна лишається тією самою. В глобальній версії зарядний пристрій йде в комплекті. Компанія заявляє, що зарядка буде тривати лише 45 хв через дротову зарядку і 53 хв через бездротову.
Mi 11 Pro та Mi 11 Ultra отримали акумуляторну батарею об'ємом 5000 мА·год, підтримку швидкої дротової і бездротової зарядки на 67 Вт та зворотної бездротової зарядки на 10 Вт. Особливістю батареї стало використання нового анода з оксиду кремнію, що дозволило збільшити об'єм акумулятора, не збільшуючи його розмір. Як і в китайській версії Mi 11, Mi 11 Pro та Mi 11 Ultra в Китаї можна було придбати в комплектації без зарядного адаптера, або із зарядним адаптером без ніякої доплати.

#### Звук
Смартфони отримали стереодинаміки, розташовані на верхньому та нижньому торцях. Динаміки розроблені в співпраці з Harman Kardon.

#### Камера

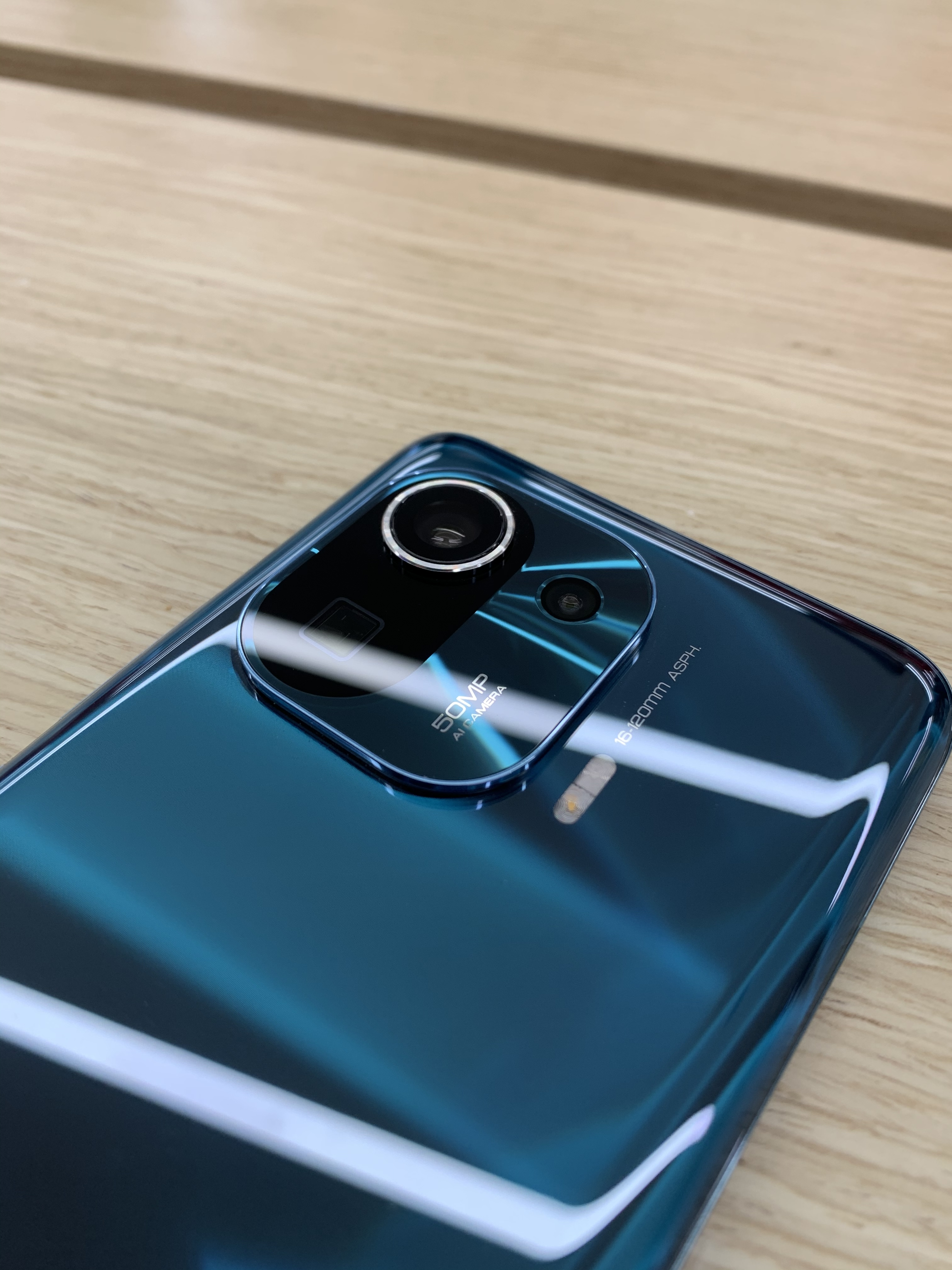
Острівець камери Mi 11 Pro

Mi 11 отримав основну потрійну камеру 108 Мп, f/1.9 (ширококутний) з фазовим автофокусом та оптичною стабілізацією + 13 Мп, f/2.4 (надширококутний) + 5 Мп, f/2.4 (макро).
Mi 11 Pro отримав основну потрійну камеру 50 Мп, f/2.0 (ширококутний) з фазовим автофокусом dual pixel та оптичною стабілізацією + 13 Мп, f/2.4 (перископічний телеоб'єктив) з фазовим автофокусом, оптичною стабілізацією, 5x оптичним зумом + 13 Мп, f/2.4 (надширококутний).
Mi 11 Ultra отримав основну потрійну камеру 50 Мп, f/2.0 (ширококутний) з фазовим і лазерним автофокусом dual pixel та оптичною стабілізацією + 48 Мп, f/4.1 (перископічний телеоб'єктив) з фазовим і лазерним автофокусом, оптичною стабілізацією, 5x оптичним, 10x гібридним та 120x цифровим зумом + 48 Мп, f/2.2 (надширококутний) з фазовим і лазерним автофокусом. та здатністю запису відео в роздільній здатності 8K@24fps.
Особливістю ширококутного об'єктиву Mi 11 Pro та Mi 11 Ultra став розмір його матриці 1/1,12", що близький до розміру матриці у фотокамерах. Основна камера Mi 11 може записувати відео в роздільній здатності 8K@30fps, а Mi 11 Pro та Mi 11 Ultra — 8K@24fps.
Всі три моделі отримали ширококутну передню камеру на 20 Мп з діафрагмою f/2.2 і можливістю запису відео в роздільній здатності 1080p@60fps.

#### Пам'ять
Mi 11 та Mi 11 Pro продавалися в конфігураціях 8/128, 8/256 та 12/256 ГБ, а Mi 11 Ultra — 8/256, 12/256 та 12/512 ГБ. В Україні Mi 11 був доступний тільки в версіях 8/128 та 8/256 ГБ,  а Mi 11 Ultra — 12/256 ГБ. В телефонах відсутній роз'єм для карти пам'яті.

### Екран

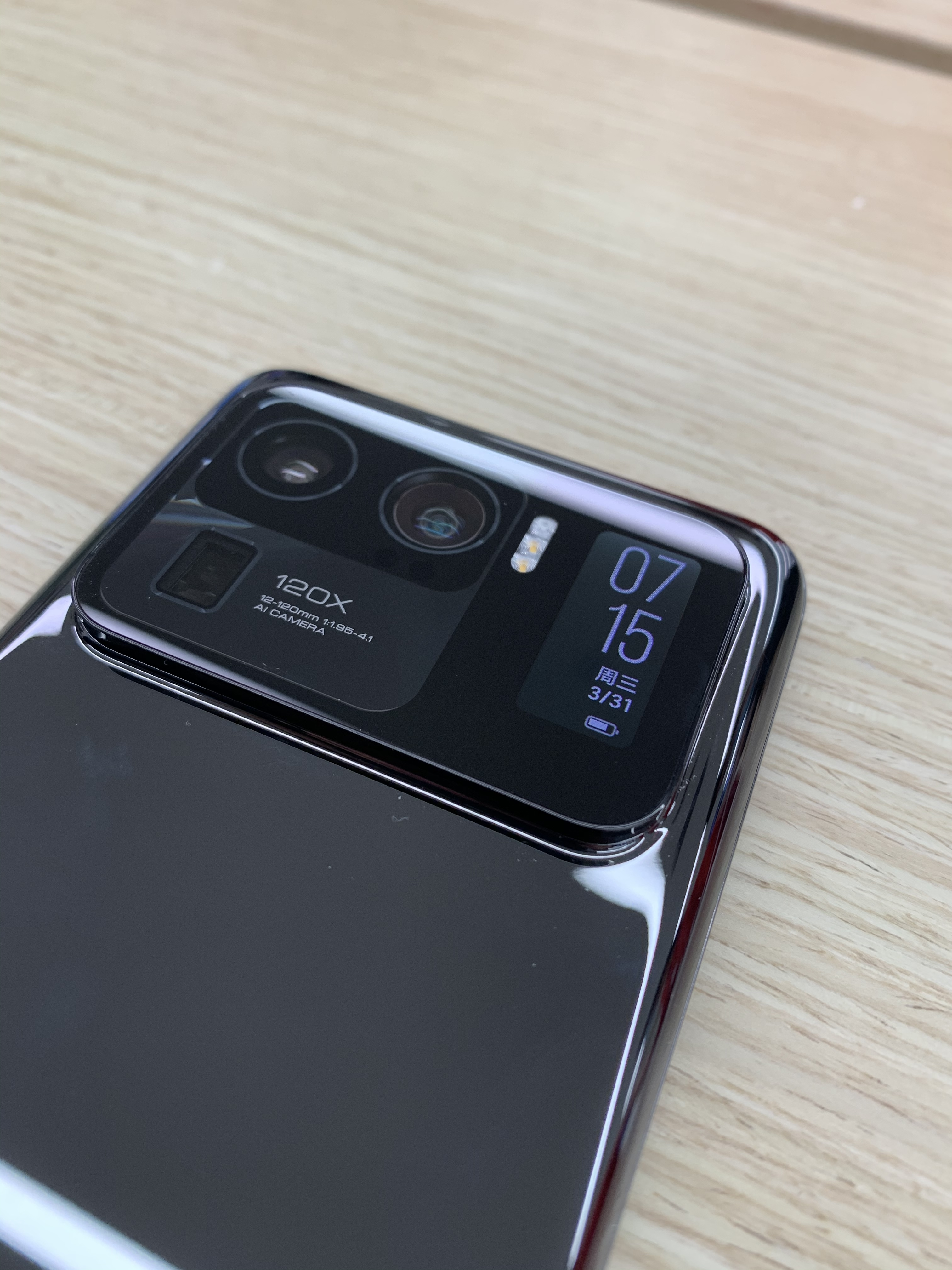
Острівець камери Mi 11 Ultra із другим дисплеєм

6,81-дюймовий екран, виконаний по технології E4 AMOLED, значно покращений у порівнянні із попередниками. Він отримав роздільність WQHD+ (3200 × 1440) і підтримує частоту оновлення 120 Гц (у Mi 10 та Mi 10 Pro було 90 Гц). Як і в попередників, в Mi 11, Mi 11 Pro та Mi 11 Ultra дисплей має круглий виріз під фронтальну камеру у верхньому лівому кутку, а також під ним вбудовано оптичний сканер відбитків пальців.
Також у блоці тилової камери Mi 11 Ultra розташований додатковий 1,1-дюймовий AMOLED-дисплей, що аналогічний дисплею Mi Smart Band 5, з роздільною здатністю 294 × 126 і щільністю пікселів 290 ppi. На дисплеї можна відображати годинник, вигляд якого можна налаштувати, робити селфі на основну камеру, приймати або відкликати дзвінки та бачити відсоток заряду акумулятора під час заряджання пристрою.

### Програмне забезпечення
Смартфони випущені на MIUI 12 на базі Android 11 і були оновлені до Xiaomi HyperOS 2 на базі Android 14.

## Галерея

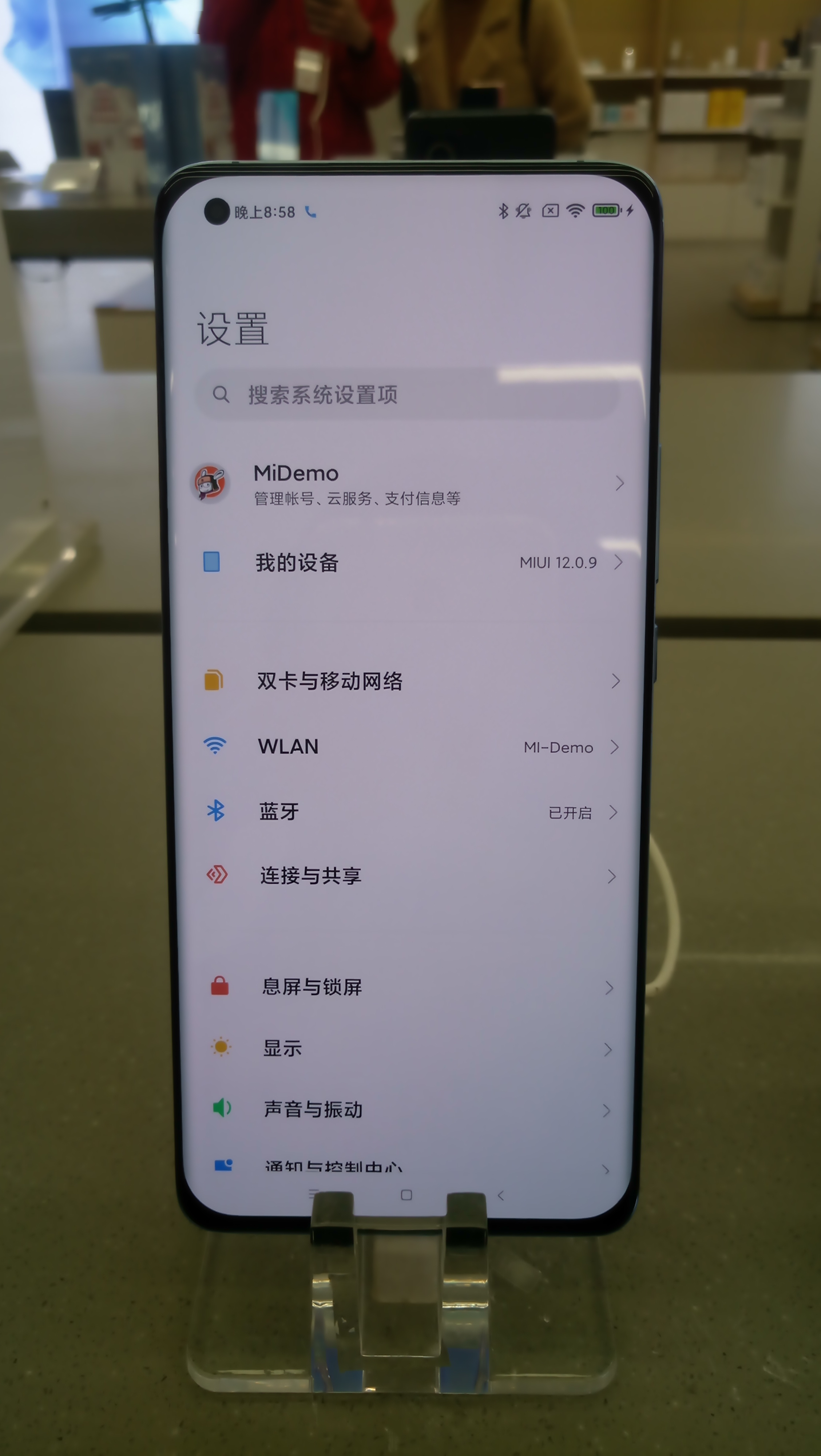
Передня частина Mi 11
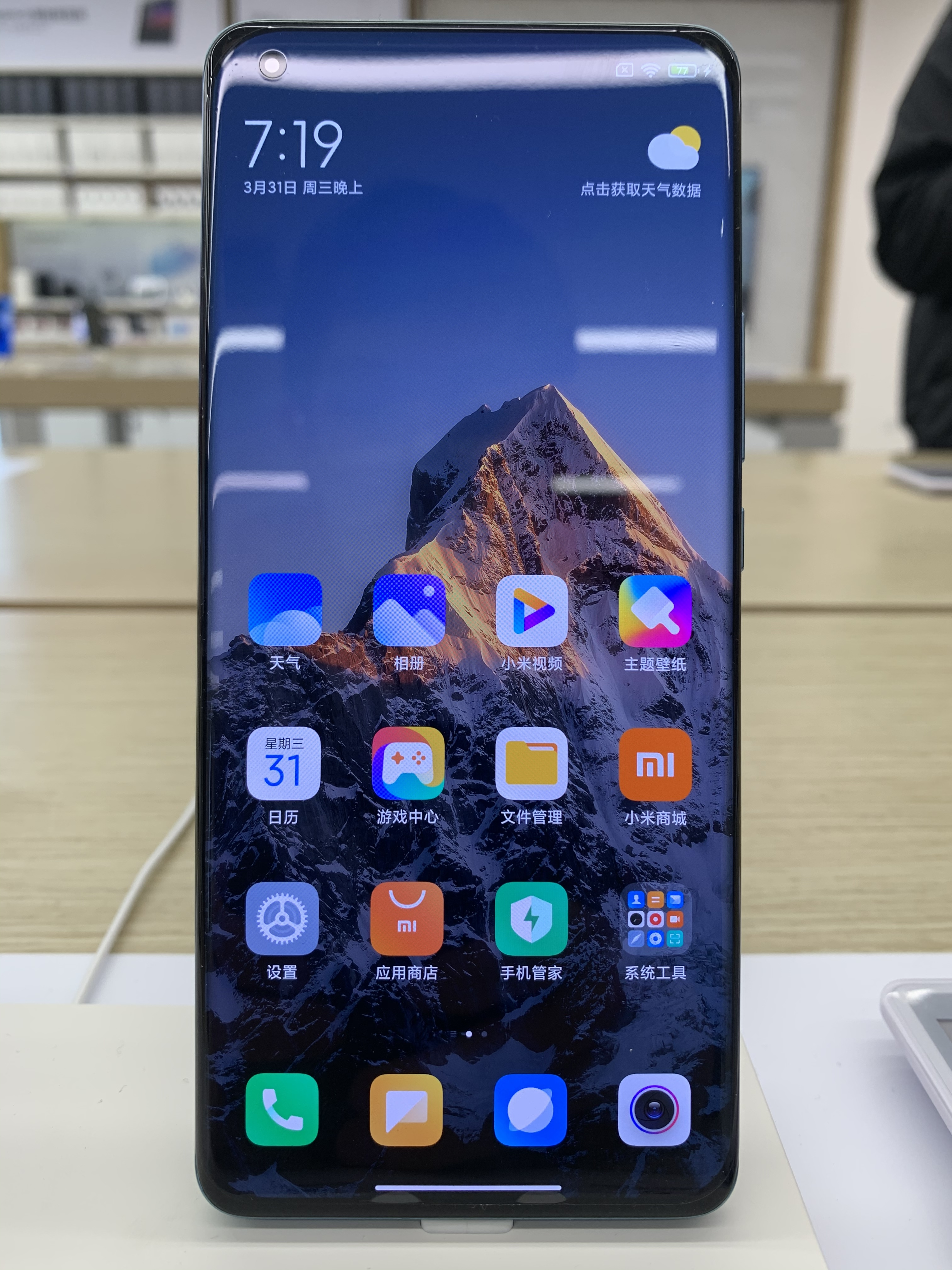
Передня частина Mi 11 Pro
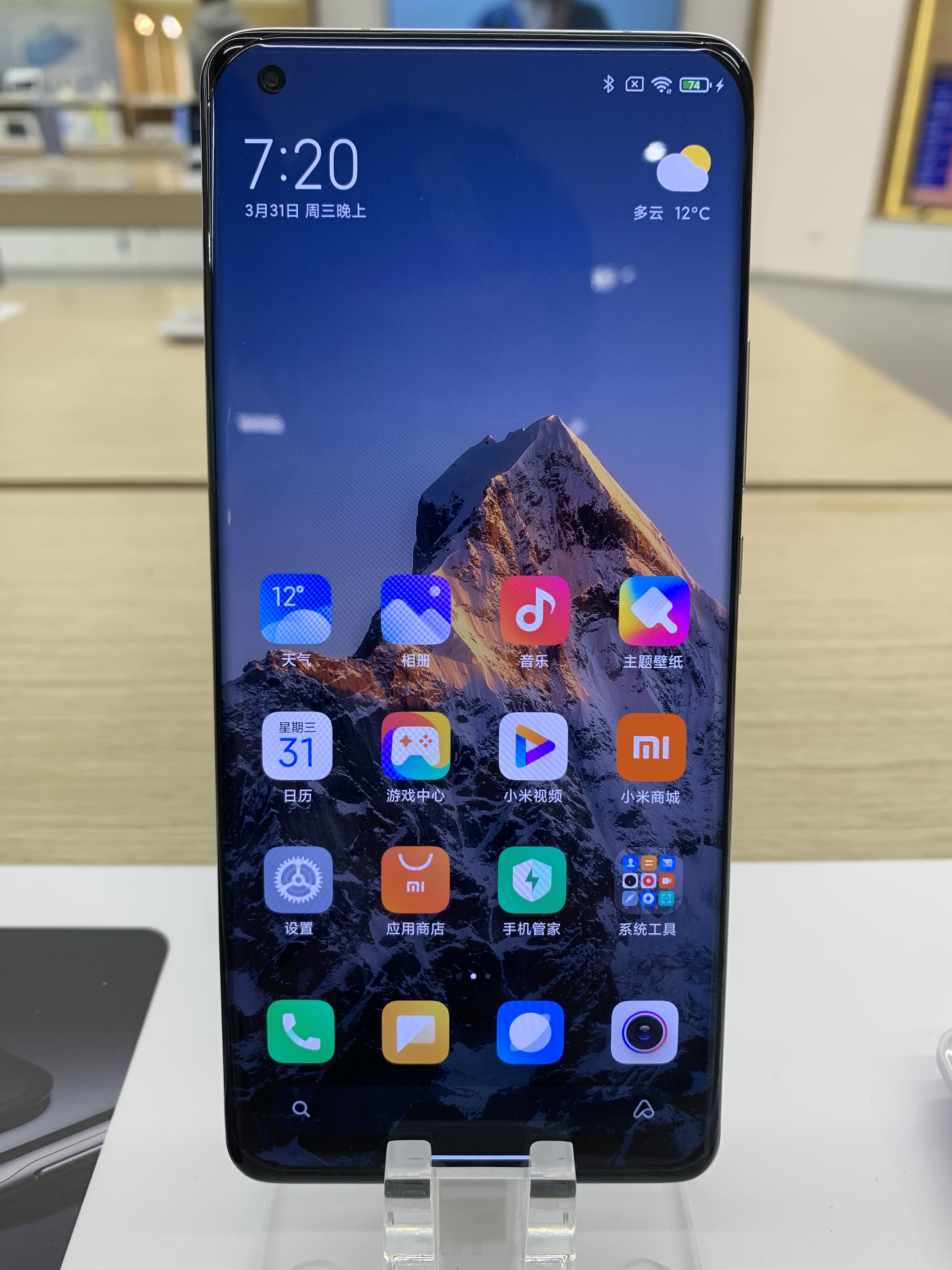
Передня частина Mi 11 Ultra
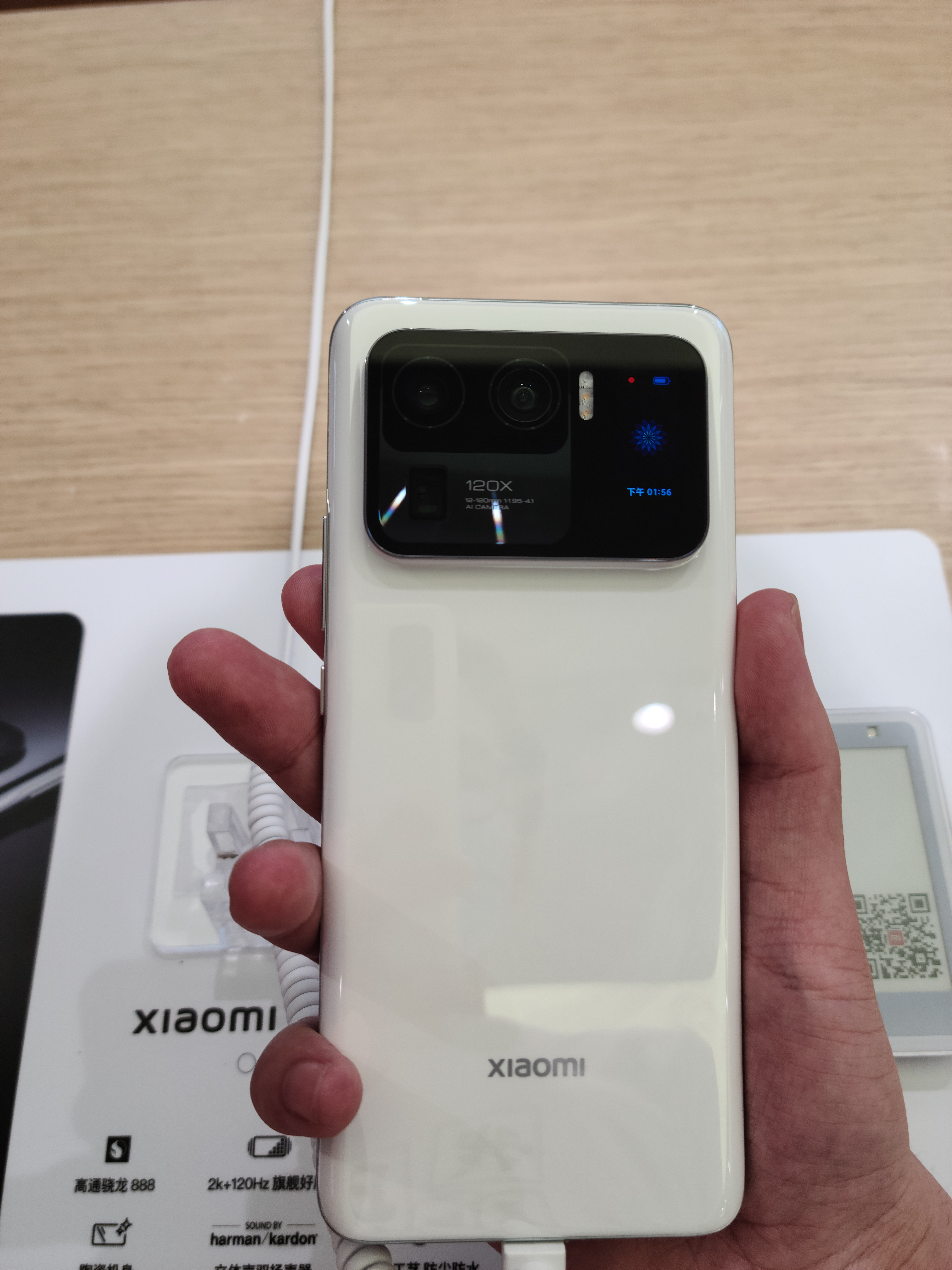
Задня частина Mi 11 Ultra в кольорі Ceramic White
Задня частина Mi 11 Ultra в кольорі Ceramic BlackЗадня частина Mi 11 Ultra в кольорі Ceramic Black
Mi 11 Ultra у двох кольорахMi 11 Ultra у двох кольорах